# Ситони
Ситони (латински Sithones) је назив за одређена рана германска племена у северној Европи, односно Скандинавији. Они су споменути само у Тацитовој Германији из 1. века. 
Збуњује што је Тацит локализовао Ситоне с једне стране северно од Еста, а с друге стране их назвао суседима Сујона, који су се обично налазили у Скандинавији. 
У 6. веку је Јорданес споменуо у својој „Гетици“ као становнике Скандинавије, између осталог, Суехане (Сујоне) и њихове суседе или сроднике Суетиде. Не постоји научни консензус да ли се суетиди могу изједначити са Ситонима. Као једно од најважнијих потплемена Суетида Јорданес помиње Дане (претке Данаца). 